# Lärchenkrebs
Der Lärchenkrebs ist eine durch den Pilz Lachnellula willkommii verursachte, häufige Krankheit der Europäischen Lärche. 
Der Befall durch den Lärchenkrebs äußert sich durch Harzfluss und Deformationen an Zweigen, Ästen und am Stamm. Im Querschnitt eines befallenen Baumes sind krebsartige Wucherungen zu erkennen. Obwohl es sich dabei nicht um Krebs im medizinischen Sinne handelt, spricht man von Baumkrebs. Betroffen ist praktisch nur die Europäische Lärche; die Japanische Lärche gilt als resistent. Diese mehrjährigen Krebse können enorme Ausmaße annehmen und zur vollständigen Entwertung der Stämme führen. 
Auffallend sind lokale Deformationen oder offene Wunden an Ästen oder Stämmen. Jüngere Äste können absterben. An älteren Stämmen kommt es zu gleichmäßigen Wundkratern, die nicht mehr überwallt werden. Wirtschaftlich bedeutsam sind nur die Stammkrebse, die dann entstehen, wenn eine Astinfektion sehr nahe am Stamm erfolgt und der Pilz in die Stammrinde einwandert. So bleibt der absterbende Seitenast im Zentrum der Stammwunde noch lange Zeit erkennbar.
Die Infektion findet mit Ascosporen vornehmlich im Herbst statt; bevorzugte Infektionsstellen sind Nadelnarben und Kurztriebe. Wie bei anderen Krebsen auch versucht der Wirt vergeblich, den vom Krebs befallenen Rindenbereich zu überwallen und durch Peridermien abzuriegeln. Es gelingt dem Krebs jedoch oft, besonders während der Vegetationsruhe, die Peridermien zu überwinden und die Überwallungsversuche zunichtezumachen.